# Willeman
Willeman là một xã ở tỉnh Pas-de-Calais, vùng Hauts-de-France của Pháp.
Willeman có cự ly 21 dặm Anh (34 km) về phía đông nam Montreuil-sur-Mer, trên giao lộ giữa đường D110 và D98.

## Dân số
| 1962                                                         | 1968 | 1975 | 1982 | 1990 | 1999 | 2006 |
| ------------------------------------------------------------ | ---- | ---- | ---- | ---- | ---- | ---- |
| 213                                                          | 240  | 228  | 217  | 200  | 155  | 177  |
| Số liệu điều tra dân số từ năm 1962: Dân số không tính trùng |      |      |      |      |      |      |

## Địa điểm nổi bật
- Nhà thờ St.Sulpice, thế kỷ 15.